# Jean Mitry
Jean-René-Pierre Goetgheluck Le Rouge Tillard des Acres de Presfontaines (ur. 7 listopada 1904 w Soissons, zm. 18 stycznia 1988 w La Garenne-Colombes), znany krócej jako Jean Mitry (pseudonim utworzony od nazwy podparyskiego miasteczka) – francuski teoretyk filmu, krytyk i reżyser.

## Życiorys
Mitry początkowo zajmował się fotografią, działając pod pseudonimem Jean Letort. Od lat 20. XX wieku współpracował z filmowcami, m.in. jako asystent reżysera. W roku 1935 wraz z Henrim Langlois i Georges’em Franju założyli klub filmowy Cercle du cinéma. Rok później ich działalność zaowocowała założeniem Cinémathèque française.
W latach 1944–1966 Mitry wykładał w IDHEC, w latach 1966-1970 na Uniwersytecie Montrealskim, a w latach 1970-1975 na Université de Paris I. Jest autorem niezliczonych publikacji filmoznawczych. Za najważniejsze z jego książek uważa się Esthétique et psychologie du cinéma (Estetyka i psychologia kina), La Sémiologie en question. Langage et cinéma oraz pięciotomową historię kina (Histoire du cinéma). Napisał także kilkanaście monografii poświęconych reżyserom takim jak John Ford, Siergiej Eisenstein, René Clair, czy David Wark Griffith.
Spośród wielkich teoretyków filmu Mitry jest jednym z niewielu którzy oprócz działalności filmoznawczej zajmowali się również praktyką. Zrealizował kilkanaście filmów krótkometrażowych i jeden pełnometrażowy, często inspirowanych muzyką. W 1949 roku za krótki eksperyment pt. Pacific 231 otrzymał nagrodę za najlepszy montaż na Festiwalu w Cannes. Mitry pracował również dla innych twórców jako asystent, scenarzysta, montażysta, aktor.

## Filmografia
Filmy krótkometrażowe:
- 1929: Paris Cinéma (współautor: Pierre Chenal)[1]
- 1949: Pacific 231
- 1952: Images pour Debussy
- 1959: Derrière le décor

Film pełnometrażowy:
- 1959: Énigme aux Folies Bergère